# Тянь-Шанский округ
Тянь-Шанский округ — единица административного деления Киргизской ССР, существовавшая в 1938—1939 годах. Административный центр — город Нарын.
Округ образован 26 февраля 1938 года в составе Киргизской ССР.
Делился на 6 районов:
- Акталинский (центр — кишлак Дюрбельджин)
- Атбашинский
- Джумгальский (центр — с. Чаек)
- Кочкорский
- Нарынский
- Тогузторовский (центр — с. Атай)

Также в состав округа входили 1 город окружного подчинения (Нарын). Районы делились на 57 сельсоветов
21 ноября 1939 года преобразован в Тянь-Шанскую область.